# 高橋良秋
高橋 良秋（たかはし よしあき、1963年（昭和38年）9月28日 - ）は、日本のボクサー。

## 経歴・人物
拓殖大学出身。セントラルスポーツ所属で、1988年の夏季オリンピックに男子ウェルター級で出場し、1回戦敗退した。